# Ambassade de Pologne en Libye
L'ambassade de Pologne en Libye est la représentation diplomatique de la République de Pologne auprès de l'État de Libye. Elle est située à Tripoli, la capitale du pays.

## Ambassade
L'ambassade est située au 61 Rue Sharia Ben Ashour, à Tripoli, en Libye.

## Histoire
La Pologne a établi des relations diplomatiques avec la Libye en 1963. Le 11 mai 2011, le gouvernement polonais a retiré sa reconnaissance de la Grande Jamahiriya arabe libyenne de Mouammar Kadhafi et a reconnu le Conseil national de transition comme seul interlocuteur légitime.
L'ambassadeur de Pologne à Tripoli était également accrédité auprès de la République du Tchad et de la République du Niger.
Le 31 juillet 2014, en raison de la poursuite des combats à Tripoli et de l'imprévisibilité de l'évolution de la situation sécuritaire dans l'ensemble du pays, le Ministère des Affaires étrangères polonais a temporairement suspendu les activités de l'ambassade à Tripoli. Le siège temporaire de l'ambassade, dirigé par le chargé d'affaires, est situé à Tunis.